# Wolfsbrüder
Wolfsbrüder (spanischer Titel: Entrelobos) ist ein deutsch-spanischer Kinofilm aus dem Jahr 2010 von Gerardo Olivares, der in der Feudalgesellschaft Spaniens in den 1950er Jahren und der unberührten Natur der Sierra Morena spielt. In die deutschen Kinos kam er am 7. Juni 2012.

## Inhalt
Im Spanien nach dem Zweiten Weltkrieg ist die Landbevölkerung zum Teil arm und von Großgrundbesitzern abhängig. Die zwei Söhne eines Bauern leben mit ihrem Vater, ihrer Stiefmutter und ihrer Stiefschwester in einem sehr einfachen Haus und hüten tagsüber Ziegen für den Großgrundbesitzer, der sowohl Eigentümer des Landes als auch des Hauses der Familie ist. Als Wölfe fünf Ziegen reißen, wird die Lage für die Familie existenzbedrohend, denn der Vater ist schon verschuldet und kann daher den Verlust der Ziegen nicht ausgleichen. Auf den Vorschlag seiner Frau hin, dem er zunächst ablehnend gegenübersteht, überlässt er seinen jüngsten Sohn dem Großgrundbesitzer, damit dieser dessen Arbeitskraft nutzen kann. Der im Grundschulalter befindliche Marcos wird in die infrastrukturlosen Berge der Sierra Morena gebracht, wo er den Ziegenhirten Atanasio unterstützen soll. Don Ceferino, der Mann, der ihn dort hinbringt, ist gleichzeitig auf der Suche nach der Bande des Widerstandskämpfers Ballila, die sich nach dem Krieg in diese Region zurückgezogen hat und für zahlreiche Straftaten verantwortlich gemacht wird, allerdings schwer zu fassen ist. Beim in einer Höhle lebenden Ziegenhirten Atanasio angekommen, freundet sich Marcos schnell mit diesem an und lernt von ihm, wie man in der Natur durch Fallenstellen oder Einsatz eines Frettchens Vögel und Wildkaninchen fangen kann. Zudem ist er von der Vielfalt der Natur fasziniert und es gelingt ihm insbesondere eine sich anbahnende Beziehung zu einem Wolfsjungen herzustellen. Nachdem Ballilas Widerstandsgruppe die beiden kurz besucht hat, erfährt Marcos, dass Ballila der Sohn des Ziegenhirten ist. Bald darauf fallen zahlreiche Schüsse, woraufhin Atanasio vermutet, dass die Widerstandskämpfer gestellt worden sind.
Als Atanasio erkrankt, pflegt Marcos ihn zwar, kann aber nicht verhindern, dass er stirbt. Nun auf sich allein gestellt, fällt es dem Jungen zunächst schwer zu überleben, da ihm trotz seiner angeeigneten Kenntnisse das Jagen nicht so recht gelingen will. Hilfreich sind Fleischstücke, die ihm der Wolf, zu dem seine Beziehung sich vertieft hat, von den Beutetieren der Wölfe überlässt. Nach und nach wird Marcos aber auch selbst erfolgreicher bei der Jagd und eignet sich sogar zusätzliche Jagdtechniken an. Als die Männer des Großgrundbesitzers im Herbst kommen, um die Ziegen abzuholen, finden sie zunächst nur die leere, aber aufgrund des vorhandenen Feuers offenbar noch bewohnte Höhle vor. Zudem entdecken sie aber auch unverkennbare Zeichen für Atanasios Ableben. Marcos, der sich vor ihnen versteckt, ist für sie nicht greifbar, weshalb sie mit den Ziegen ohne den Jungen den Rückweg antreten. Kurze Zeit später überrascht Ceferino Marcos jedoch, der sich darum bemüht, das fast gelöschte Feuer wieder zu entfachen. Zusammen mit dem Jungen tritt er den Rückweg an. Unterwegs werden sie aber von einem Wolfsrudel angegriffen, was Marcos die Flucht ermöglicht.
In der Folgezeit gelingt es dem Jungen, seine Beziehung zu dem Wolf weiter zu verstärken, und er tauscht nicht nur mit diesem Wolf, sondern auch mit Raubvögeln Beutetiere oder Teile von diesen aus. Jahre später, Marcos ist inzwischen ein junger Mann, tauchen Männer der Guardia Civil in der Nähe der Höhle auf, die den immer noch nicht gestellten Ballila jagen, und verwunden ihn durch einen Beinschuss. Marcos zieht die Aufmerksamkeit der Polizisten auf sich und lenkt sie so von Ballila ab. Es gelingt ihm jedoch nicht, seine Verfolger loszuwerden, und so stellen sie ihn. Damit droht ihm erneut eine Rückkehr in die Zivilisation, weshalb er abermals Ausschau nach einer Fluchtmöglichkeit hält. Diesmal gelingt es ihm jedoch nicht zu fliehen und es heißt Abschied von der ihm liebgewordenen Lebensweise zu nehmen. Selbst im Alter zieht es ihn aber immer wieder in die Natur und zu dem Ort zurück, an dem er sich vom Kind zum Mann entwickelte.

## Hintergrund
Wolfsbrüder basiert auf der wahren Lebensgeschichte des Spaniers Marcos Rodríguez Pantoja (* 1946), der auch einen kurzen Auftritt am Ende des Films hat. Die Produktion übernahmen die spanischen Unternehmen Wanda Films aus Madrid und Arakao Films sowie das Berliner Unternehmen Sophisticated Films. Die Dreharbeiten fanden im Naturpark von Cardeña Montoro und Almodóvar del Río statt. Die FBW stufte den Film als „besonders wertvoll“ ein, was die Jury unter anderem mit den „atemberaubend schönen Bildern“ und der überzeugenden Leistung des Kinderdarstellers Manuel Camacho begründete. Der Film lief auf dem Filmfestival Warschau 2011 und dem La Quinceañera Film Fiesta 2012 in Kanada. Sein Kinostart in Deutschland war am 7. Juni 2012. Bis Juli 2012 wurde er von 11.496 Zuschauern gesehen.